# 야와타정 (아이치현)
야와타정(八幡町)은 아이치현 지타군에 설치되었던 정이다. 현재의 지타시 북부에 해당한다.